# Baltazar Adam Krčelić
Baltazar Adam Krčelić, o Boltižar, Boltek, Bolthisar, Kerchelich, Kerchelics (Šenkovec, 5 febbraio 1715 – Zagabria, 29 marzo 1778), è stato un giurista, storico e teologo croato, uno tra i migliori rappresentanti dell'Illuminismo in Croazia.

## Biografia
Discendente da una famiglia nobile, la carriera di studi di Krčelić si svolse a Zagabria al liceo dei gesuiti, dal 1722 al 1728, e nel 1729 si trasferì in seminario a Vienna, dove studiò filosofia e teologia, e infine a Bologna, dove nel 1738 ottenne il dottorato in teologia e diritto.
Krčelić assunse la carica di canonico e di rettore del collegio croato a Vienna, fino al 1749, ed ebbe strette relazioni con i circoli riformistici di Maria Teresa d'Austria.
Dal 1745 fu canonico di Zagabria, dove insegnò retorica e poesia.
Krčelić partecipò alla disputa tra papa Benedetto XIV e la regina Maria Teresa sulla concessione di prestazioni ecclesiastiche, motivo per cui ottenne il titolo di protonotario apostolico, nel 1749.
Nel 1755, su richiesta della Corte di Vienna, redasse una proposta di riforma amministrativa in Croazia, che prevedeva l'istituzione di un organo esecutivo, con sede a Zagabria, per tutte le terre croate all'interno della monarchia asburgica, per il controllo delle finanze, di intervento per la salute pubblica, per l'economia e per la sicurezza stradale, oltre che l'introduzione di un sistema di contee basato sul modello ungherese.
Krčelić scrisse un buon numero di opere storiche in croato e latino, tra le quali Sivlenje blasenoga Gazotti Augustina, zagrebechkoga biskupa, iz vnogeh szkup izebrano i na peldu i na pobosznoszt (Sulla vita di sant'Agostino Casotti, vescovo di Zagabria, 1747), scritto in dialetto caicavo; Historia cathedralis ecclesiae Zagrabiensis (1754); De regnis Dalmatiae, Croatiae, Sclavoniae notitiae preliminares (1770); Annuae sive historia ab anno inclusive 1748 et subsequis 1767 ad posteritatis notitiam, pubblicato nel 1901.
Krčelić ha collaborato con importanti storici contemporanei, tra i quali, Adam František Kollár, Dániel Cornides, Georg Sigismund Lakits e Daniele Farlati.
Ha donato la sua biblioteca privata (677 opere a stampa e 50 manoscritti) all'Accademia Reale di Zagabria (ora conservate alla Biblioteca Nazionale e Universitaria).
Krčelić si caratterizzò per la grande passione della rievocazione dei fatti storici, unita agli eventi letterari e ai fenomeni culturali, diffusi tramite le idee dell'Illuminismo miscelate con la speranza di libertà per i Croati e di progresso civile generale.
Può essere giustamente incluso tra i pochi veri rappresentanti dell'Illuminismo in Croazia.

## Opere principali
- Sivlenje blasenoga Gazotti Augustina, zagrebechkoga biskupa, iz vnogeh szkup izebrano i na peldu i na pobosznoszt, Zagabria, 1747;
- Historiarum cathedralis ecclesiae Zagrabiensis partis primae tomus I, 1754;
- Kratek navuk od szvete messe kakoti i molitve pod nium iz pobosz. i vuchenoga Muratoria sz. takai Ferencza Salesiussa piszmih i knig izvagien i za duhovni napredek onem koy hote stampati vuchinien, Zagabria, 1762;
- Pridavek Kronike illiti Zpomenka pripecheny od leta po narodyenyu Kriʃtuʃʃevom MDCCXLIV. do leta MDCCLXI. Zebran, razloʃen i na pervo dan po jednom masniku Tovarustva Jesussevoga, 1762;
- De regnis Dalmatiae, Croatiae, Sclavoniae notitiae praeliminares, 1770;
- De archidiaconi officio ex iure communi canonico municipalibus quoque legibus securior tutiorque deductio ad D. D. parochos et ecclesiasticos archidiaconatus Chasmensis, Zagabria, 1770;
- De indulgentia jubilaei anno praesenti 1770 in diaecesi Zagrabiensi promulgati tam A. R. DD. parochis, caeterisque confessariis, quam et Christianis et catholicis omnibus, utilis explanatio, Zagabria, 1770;
- Scriptorum ex regno Sclavoniae a seculo XIV. usque ad XVII. inclusive collectio, 1774;
- Annuae sive historia ab anno inclusive 1748 et subsequis 1767 ad posteritatis notitiam, Zagabria, 1901;
- Izbor iz djela, Vinkovci, 1999.